# Цолльфельд

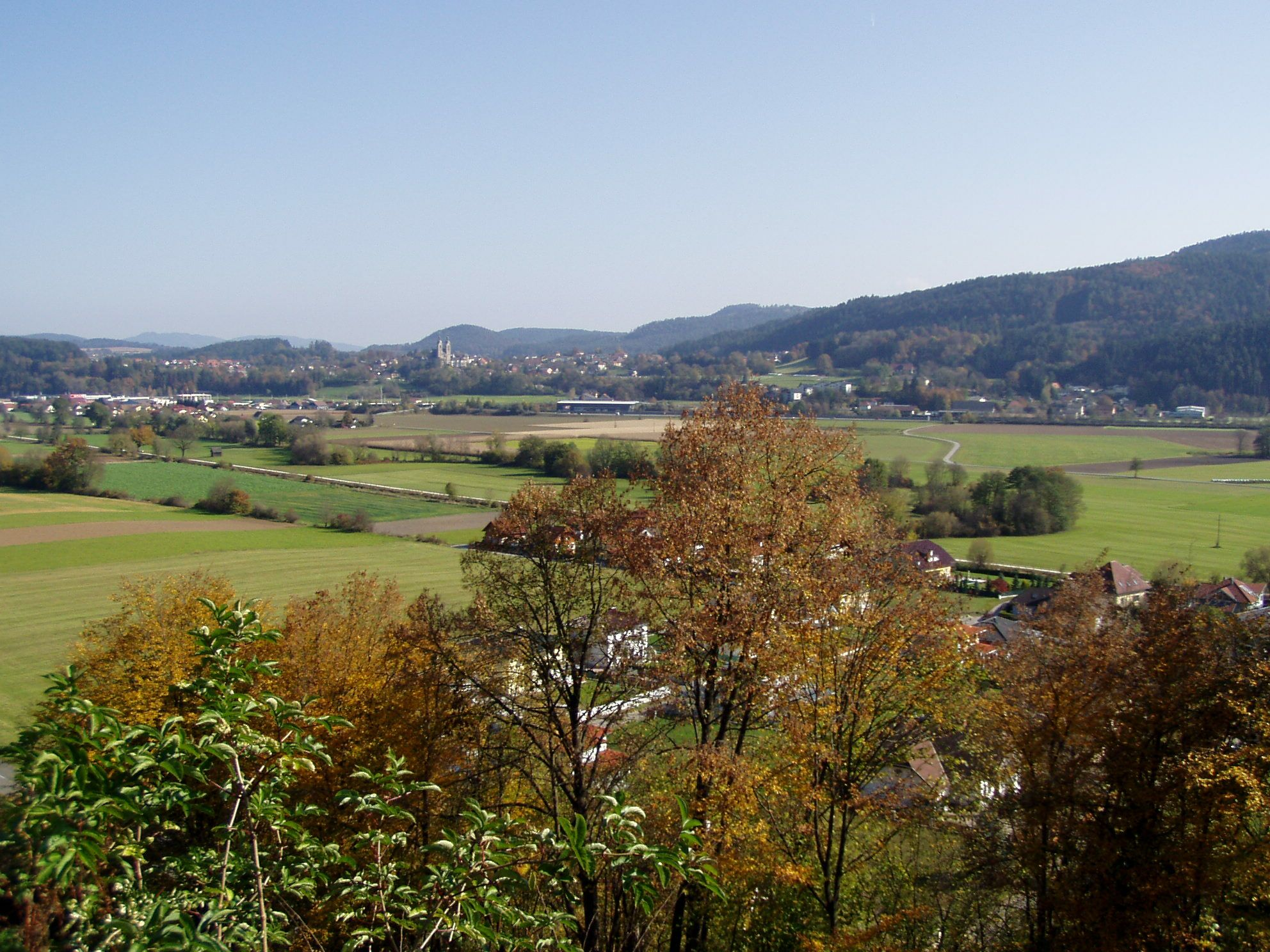
Вид на Мариа-Заль из Карнбурга

Цо́льфельд (нем. Zollfeld) — равнинная область на юге Австрии, расположенная в межгорной Клагенфуртской котловине к северу от Клагенфурта.
Простирается на 10 км от Клагенфурта на юге до каринтийского города Санкт-Файт-ан-дер-Глан на севере. Редкие леса, холмы, болота. Главная река — Глан. Высота над уровнем моря превышает 400 метров.
В древности область была заселена кельтами. Известна расположением здесь центра римской провинции Норик — города Вирун в античное время и столицы Карантании (словенское название области — Госпосветское поле, словен. Gosposvetsko polje) — города Крнски Град в Средние века.